# Förenade kvinnofronten
Förenade kvinnofronten (United Women Front) är ett indiskt politiskt parti grundat 2007. Partiet leds av kvinnorättsaktivisten Suman Krishan Kant.
Förenade kvinnofrontens bildande tillkännagavs officiellt vid en presskonferens tisdag den 16 oktober 2007. Man meddelade då att partiet redan hade 200 aktiva medlemmar och distriktskontor i 12 delstater. Partiet bildades med sikte på att ställa upp i lokalval i delstaterna Gujarat och Himachal Pradesh 2007 och i nationella val 2009.
Förenade kvinnofronten har som linje att endast att ta emot finansiellt stöd av enskilda personer, för att undvika att komma i beroendeställning av privata företag. Partiet är emot att förse väljare med alkohol - något som man anklagar etablerade politiker för att ha gjort som en muta för att få fler röster.
Högst upp på partiets dagordning står kamp mot korruption och fattigdom.
Förenade kvinnofronten verkar även för att öka andelen kvinnor i beslutande församlingar men motsätter sig lagstiftad kvotering av kvinnor till beslutande församlingar.

Partiet bekämpar även aborter av flickfoster och bruket av hemgift vid giftermål.